# Marc Shaiman
Marc Shaiman est un compositeur et parolier de films, de télévision, de comédies musicales; il est également acteur, scénariste et producteur américain. Il est né le 22 octobre 1959  à Newark (New Jersey).
Son père s'appelle William Robert Shaiman et sa mère Claire Goldfein.
Il est notamment connu pour avoir composé la musique des deux volets de La Famille Addams, ainsi que pour sa collaboration avec le réalisateur Rob Reiner, dont il a composé la musique de tous les films depuis 1989.
Il est aussi connu pour former un duo de collaborations avec le parolier et directeur Scott Wittman.
Il a composé la musique et a co-écrit les paroles de la comédie musicale Hairspray à Broadway ainsi que la musique du film homonyme de John Waters.
Il est également l'auteur de la musique des films Sister Act et Le Retour de Mary Poppins.
Il a remporté diverses récompenses (Grammy awards, Emmy awards et Tony awards) et a été nommé pour sept Oscars.

## Biographie

### Jeunesse
Il grandit à Scotch Plains dans l'état du New Jersey, mais quitte l'école à l'âge de 16 ans et commence à travailler dans les théâtres New Yorkais. Aujourd'hui, il vit parallèlement à Manhattan et dans l'upstate New York.
Il se marie avec le Lieutenant Commander Louis Mirabal le 26 mars 2016.

### Début de carrière
Marc Shaiman commence sa carrière en tant que directeur musical de théâtre et de cabaret. Il commence à travailler pour l'émission de télévision Saturday Night Live comme compositeur et arrangeur puis comme arrangeur vocal de Bette Midler. Progressivement, il devient son directeur artistique et le coproducteur de la plupart de ses enregistrements, notamment The Wind Beneath My Wings et From a Distance. Il contribue à la création des arrangements musicaux pour l'un des derniers The Tonight Show Starring Johnny Carson. Sa double collaboration avec Bette Midler et Billy Crystal le conduit à s'impliquer dans leurs films.

### Compositeur de musiques de films
Il a composé la musique des films suivants: Broadcast News, Beaches, Quand Harry rencontre Sally, La Vie, l'Amour, les Vaches, La Famille Addams, Sister Act, Nuits blanches à Seattle, Des hommes d'honneur, Le Président et Miss Wade, Le Club des ex, George de la jungle, In and Out, Docteur Patch, South Park, le film, Team America: World Police, Hairspray, Un cœur à l'envers, Le Retour de Mary Poppins et pour la chaîne HBO: De la terre à la lune et 61*. Il collabore fréquemment aux films de Billy Crystal et de Rob Reiner et apparait également souvent dans la plupart de ces films.

### Participations aux Awards
Shaiman est nommé sept fois aux Academy Award, une fois aux Tony Award et une fois aux Grammy Award pour sa participation à la comédie musicale Hairspray ainsi qu'aux Emmy Award pour la co-écriture des spectacles de Billy Crystal pour l'Academy Award. Il est également nommé pour un Grammy grâce à ses arrangements pour les enregistrements d'Harry Connick Jr, de When Harry Met Sally..., de We Are in Love, de Hairspray, de Smash. Il est aussi nommé pour un Emmy grâce à sa participation à Saturday Night Live et à Smash. En 2002, on lui décerne la récompense: "Outstanding Achievement in Music-In-Film" (Carrière exceptionnelle dans la musique de film) au Festival de Films d'Hollywood et en 2007, il reçoit le Henry Mancini Award de la part de l'ASCAP en reconnaissance de  ses exceptionnelles réalisations et contributions dans la musique de film et de television. Il est le 1er récipiendaire d'une récompense de musiques de films et TV pour la meilleure partition musicale écrite pour un long métrage de comédie.
Dans Saturday Night Live, Shaiman joue le rôle de Skip St. Thomas, le pianiste accompagnateur de The Sweeney Sisters (en), un duo de chanteuses composé de Nora Dunn and Jan Hooks ce qui lui permet d'être nommé aux Emmy Awards. Il commence à se lier professionnellement avec Billy Crystal et Martin Short au cours de leur participation à Saturday Night Live. Il compose et chante la chanson Yes pour le film de son agent Finding Kraftland (en). Il co-écrit (avec son collaborateur Scott Wittman) plusieurs chansons pour Neil Patrick Harris quand celui-ci anime les 63èmes Tony Awards (2009) et les 61èmes Primetime Emmy Awards (2009). Il est également nommé pour un Emmy pour la direction musicale et la co-écriture des 82èmes Academy Awards (2010).
Il coproduit et co-écrit des extraits de l'album de Noël 2010 de Mariah Carey Merry Christmas II You.

### Émissions de télévision
Avec son collaborateur Scott Wittman, ils composent les chansons originales de la comédie musicale TV Smash pour la chaîne NBC dont ils sont également les producteurs exécutifs. Grâce à la chanson Let Me Be Your Star, Shaiman et Wittman sont nommés à la fois aux Emmy Awards et aux Grammy Awards. Ils sont également nommés en tant que producteurs exécutifs aux Golden Globe Awards pour la meilleure série de télévision - comédie ou comédie musicale.
Marc Shaiman co-écrit l'adieu de Billy Crystal à Jay Leno dans lequel apparait Carol Burnett et Oprah Winfrey parmi d'autres. Il collabore à la dernière émission du show télévisé de Johnny Carson (avec la participation de Bette Midler), à celle de Conan O'Brien (avec Nathan Lane), aux deux derniers shows télévisés de Jay Leno et aux adieux Dead Inside de Nathan Lane à David Letterman.

### Activités diverses
Marc Shaiman est l’arrangeur des musiques additionnelles du troisième et dernier long métrage documentaire consacré à l’histoire de la comédie musicale des studios de la Metro-Goldwin-Mayer produit en 1994 par Peter Fitzgerald : That’s Entertainment III.
Shaiman & Wittman sont mis à l'honneur le 28 avril 2014 par le New York Pops orchestra au Carnegie Hall.
Shaman produit également le CD de Bette Midler: It's the Girls (2014) qui est l'album de sa carrière ayant connu le meilleur classement du Billboard 200 dès les 1ères semaines.
En 2015, Shaiman participe à l'émission de télévision Spécial 40e anniversaire de Saturday Night Live, comme co-créateur de l'hommage de Martin Short and Maya Rudolph aux personnages d'un sketch musical.
La même année, Jennifer Hudson chante la chanson de Shaiman & Wittman: I Can't Let Go lors de la cérémonie des 87èmes Academy Awards qu'ils adaptent tous les deux pour la partie In Memoriam.
Après une nomination obtenue au Tony Award pour les orchestrations de Shaiman dans la précédente comédie musicale de Shaiman & Wittman donnée sur Broadway Catch Me If You Can (2009), leur dernier musical: Charlie et la Chocolaterie (2017) a été produit sur Broadway au Lunt-Fontanne Theatre, après avoir tenu l'affiche pendant 4 ans au Théâtre de Drury Lane dans le West end de Londres.

## Filmographie

### comme compositeur

#### Années 1980
- 1989 : Quand Harry rencontre Sally (When Harry Met Sally) de Rob Reiner

##### Années 1990
- 1990 : Misery de Rob Reiner
- 1991 : Scènes de ménage dans un centre commercial (Scenes from a Mall) de Paul Mazursky
- 1991 : La Vie, l'Amour, les Vaches (City Slickers) de Ron Underwood
- 1991 : La Famille Addams (The Addams Family) de Barry Sonnenfeld
- 1992 : Sister Act d'Emile Ardolino
- 1992 : Mr. Saturday Night de Billy Crystal
- 1992 : Des hommes d'honneur (A Few Good Men) de Rob Reiner
- 1993 : Nuits blanches à Seattle (Sleepless in Seattle) de Nora Ephron
- 1993 : Drôles de fantômes (Heart and Souls) de Ron Underwood
- 1993 : Les Valeurs de la famille Addams (Addams Family Values) de Barry Sonnenfeld
- 1994 : L'Or de Curly (City Slickers II: The Legend of Curly's Gold) de Paul Weiland
- 1994 : L'Irrésistible North (North) de Rob Reiner
- 1994 : Chérie, vote pour moi (Speechless) de Ron Underwood
- 1995 : Stuart sauve sa famille (Stuart Saves His Family) de Harold Ramis
- 1995 : Forget Paris de Billy Crystal
- 1995 : Le Président et Miss Wade (The American President) de Rob Reiner
- 1996 : Bogus de Norman Jewison
- 1996 : Mother d'Albert Brooks
- 1996 : Le Club des ex (The First Wives Club) de Hugh Wilson
- 1996 : Les Fantômes du passé (Ghosts of Mississippi) de Rob Reiner
- 1997 : George de la jungle (George of the Jungle) de Sam Weisman
- 1997 : In and Out (In & Out) de Frank Oz
- 1998 : Le Géant et moi (My Giant) de Billy Crystal
- 1998 : Simon Birch de Mark Steven Johnson
- 1998 : Docteur Patch (Patch Adams) de Tom Shadyac
- 1999 : Escapade à New York (The Out-of-Towners) de Sam Weisman
- 1999 : South Park, le film (South Park: Bigger Longer and Uncut) de Trey Parker
- 1999 : Une vie à deux (The Story of Us) de Rob Reiner

##### Années 2000
- 2000 : Sale Môme (The Kid) de Jon Turteltaub
- 2001 : Divine mais dangereuse (One Night at McCool's) de Jon Turteltaub
- 2003 : Bye Bye Love (Down with Love) de Peyton Reed
- 2003 : Alex et Emma (Alex & Emma) de Rob Reiner
- 2005 : La rumeur court… (Rumor Has It...) de Rob Reiner
- 2007 : Hairspray d'Adam Shankman
- 2007 : Sans plus attendre (The Bucket List) de Rob Reiner

##### Années 2010
- 2010 : Un cœur à l'envers (Flipped) de Rob Reiner
- 2012 : Un été magique (The Magic of Belle Isle) de Rob Reiner
- 2012 : Le Choc des générations (Parental Guidance) d'Andy Fickman
- 2014 : Ainsi va la vie (And So It Goes) de Rob Reiner
- 2016 : LBJ de Rob Reiner
- 2018 : Le Retour de Mary Poppins (Mary Poppins Returns) de Rob Marshall

#### Télévision

##### Téléfilms
- 1982 : The Mondo Beyondo Show
- 1986 : Billy Crystal: Don't Get Me Started - The Billy Crystal Special (documentaire)
- 1987 : Billy Crystal: Don't Get Me Started - The Lost Minutes
- 1987 : The 11th Annual Young Comedians
- 1989 : What's Alan Watching?
- 1989 : The 13th Annual Young Comedians Special
- 1990 : Partners in Life
- 1991 : The Making of 'The Addams Family'
- 1999 : Jackie's Back!
- 2000 : Conversations with Jon Turteltaub (vidéo)
- 2000 : How Harry Met Sally... (vidéo)
- 2001 : 61*
- 2007 : The 79th Annual Academy Awards (TV Special)
- 2009 : A-List Awards (TV Special)

##### Séries télévisées
- 1991 : Sessions
- 1998 : De la terre à la lune
- 2012 : Smash

### comme acteur
- 1987 : Broadcast News : News Theme Writer
- 1988 : Au fil de la vie (Beaches) : Pianist
- 1991 : Scènes de ménage dans un centre commercial (Scenes from a Mall) : Pianist
- 1991 : Hot Shots! de Jim Abrahams : Piano Player
- 1991 : La Famille Addams (The Addams Family) : Conductor
- 1992 : Mr. Saturday Night de Billy Crystal : Lucky Zindberg
- 1993 : Drôles de fantômes (Heart and Souls) : Piano Accompanist
- 1994 : L'Irrésistible North (North) : Piano Player
- 2001 : Un mariage trop parfait (The Wedding Planner) : Piano Player
- 2003 : Bye Bye Love (Down with Love) : Pianist

### comme producteur
- 1993 : Sister Act, acte 2 (Sister Act 2: Back in the Habit)

## Nominations
- 2019 : Oscar de la meilleure musique de film en collaboration avec Scott Wittman pour Le Retour de Mary Poppins
- 2019 : Oscar de la meilleure chanson originale pour "Ou vont les choses" en collaboration avec Scott Wittman pour Le Retour de Mary Poppins